# Nançois-le-Grand
Nançois-le-Grand település Franciaországban, Meuse megyében. Lakosainak száma 74 fő (2022. január 1.). Nançois-le-Grand Willeroncourt, Erneville-aux-Bois, Chanteraine és Saint-Aubin-sur-Aire községekkel határos.

## Népesség
A település népességének változása:
| Lakosok száma | 68   | 59   | 61   | 58   | 72   | 72   | 73   | 74   | 76   | 74   |
|               | 1968 | 1982 | 1990 | 2006 | 2013 | 2015 | 2017 | 2019 | 2020 | 2022 |